# Taylor Moore
Ne doit pas être confondu avec Tafari Moore.
Taylor Moore est un footballeur anglais né le 12 mai 1997 à Walthamstow. Il évolue au poste de défenseur au Bristol Rovers en League One. 

## Biographie

### En club
Arrivé en France à l'âge de sept ans, Taylor Moore commence le football dans le club de l'AS Étaples, dans le Pas-de-Calais. Il est repéré, à l'âge de douze ans, par le Racing Club de Lens en 2009. Il y effectue toute sa formation, accompagné de son frère Keaton qui rejoint le club artésien en 2012.

### Dans le monde du football professionnel

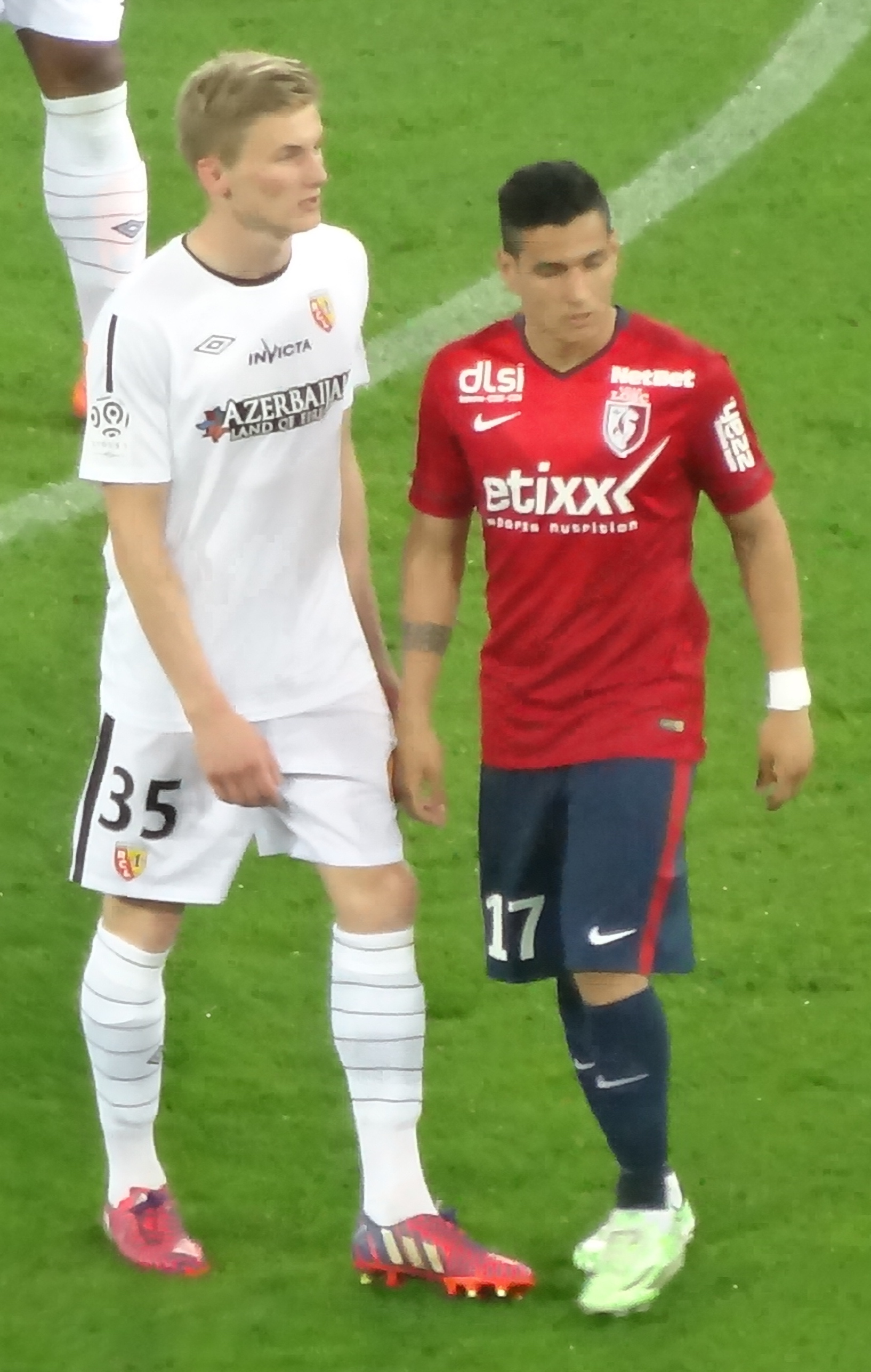
Taylor Moore face à Rony Lopes, lors de son premier match professionnel.

Le 8 décembre 2014, il signe son premier contrat professionnel avec les Sang et Or. Il dispute son premier match chez les professionnels le 3 mai 2015, lors du derby du Nord face au LOSC Lille pour le compte de la 35e journée de Ligue 1 alors que le club est officiellement relégué en Ligue 2 depuis la veille. Titulaire sur le flanc droit de la défense, il délivre sa première passe décisive pour Pablo Chavarría pour l'ouverture du score malgré la défaite 3-1. La prestation du jeune lensois sera saluée par la presse, son entraîneur et ses coéquipiers. La semaine suivante, lors de la 36e journée, il est de nouveau titularisé sur le côté droit de la défense lensoise mais ne peut empêcher une nouvelle défaite (0-1). Taylor Moore aura donc pris part à quatre rencontres lors de sa première saison pro qui se conclut par la relégation du RC Lens.
La saison suivante, Moore est titulaire pour le premier match de championnat de la saison en défense centrale. Décalé ensuite au poste d'arrière droit, il est écarté du groupe professionnel par son entraîneur Antoine Kombouaré après la seizième journée disputée à la fin du mois de novembre et cinq rencontres de championnat disputées par l'Anglais. Alors que son nom est évoqué pour un possible transfert lors du mercato hivernal, Moore évolue ensuite avec l'équipe réserve du club lensois et participe à la Coupe Gambardella où Lens est battu en finale par Monaco par trois buts à zéro,.
Le 25 août 2016, il s'engage à Bristol City, en Championship (D2). Il signe dans le sud-ouest de l'Angleterre pour une durée de trois ans. Après 11 rencontres en première partie de saison, il est prêté jusqu'à la fin de la saison au Bury Football Club évoluant au niveau Football League One (troisième division anglaise).
Le 30 août 2017, il est prêté à Cheltenham Town.
Le 31 août 2018, il est prêté pour une saison à Southend United, qui évolue pour la saison 2018-2019 en EFL League One (troisième division anglaise).
Le 31 juillet 2020, il est prêté à Blackpool.
Le 27 août 2021, il est prêté à Hearts.
Le 4 juillet 2022, il rejoint Shrewsbury Town.

### En sélection
Taylor Moore est convoqué pour représenter les U17 anglais lors de l'Euro 2014 avec la particularité d'être le seul joueur de sa sélection à ne pas jouer dans un club anglais. Sur le banc lors de la victoire contre Malte, il sera titularisé contre la Turquie pour une nouvelle victoire 4-1 avant de retourner sur le banc contre les Pays-Bas et d'entrer en jeu sans pouvoir éviter la défaite 2-0. En demi-finale, il est de nouveau titulaire et joue l'intégralité de la partie lors de la victoire sur le Portugal avant de retrouver les Pays-Bas en finale pour une victoire aux tirs au but, après avoir une nouvelle fois disputé la rencontre en entier. Le jeune lensois remporte son premier titre.

## Palmarès
- Vainqueur du championnat d'Europe des moins de 17 ans 2014 avec l'équipe d'Angleterre
- Finaliste de la Coupe Gambardella 2015-2016 avec le Racing Club de Lens.

## Statistiques
| Saison                | Club                       | Championnat           | Championnat | Championnat | Coupe nationale | Coupe nationale | Coupe de la Ligue | Coupe de la Ligue | EFL Trophy | EFL Trophy | Total | Total |
| Saison                | Club                       | Division              | M.          | B.          | M.              | B.              | M.                | B.                | M.         | B.         | M.    | B.    |
| 2014–2015             | RC Lens                    | Ligue 1               | 4           | 0           | -               | -               | -                 | -                 | -          | -          | 4     | 0     |
| 2015–2016             | RC Lens                    | Ligue 2               | 5           | 0           | -               | -               | 1                 | 0                 | -          | -          | 6     | 0     |
| 2016–2017             | Bristol City               | Championship          | 5           | 0           | -               | -               | 2                 | 0                 | -          | -          | 7     | 0     |
| 2017                  | Bury (prêt)                | League One            | 19          | 0           | -               | -               | -                 | -                 | -          | -          | 19    | 0     |
| 2017-2018             | Cheltenham Town (prêt)     | League Two            | 36          | 0           | 1               | 0               | -                 | -                 | 2          | 0          | 39    | 0     |
| 2018-2019             | Southend United (prêt)     | League One            | 34          | 1           | 1               | 0               | -                 | -                 | 5          | 0          | 40    | 1     |
| 2019–2020             | Bristol City               | Championship          | 21          | 1           | 2               | 0               | 1                 | 0                 | -          | -          | 24    | 1     |
| 2020                  | Blackpool (prêt)           | League One            | 8           | 0           | -               | -               | -                 | -                 | -          | -          | 8     | 0     |
| 2020–2021             | Bristol City               | Championship          | 22          | 0           | 3               | 0               | 3                 | 0                 | -          | -          | 28    | 0     |
| 2021                  | Bristol City               | Championship          | -           | -           | -               | -               | 1                 | 0                 | -          | -          | 1     | 0     |
| 2021–2022             | Heart of Midlothian (prêt) | Premiership           | 22          | 0           | 1               | 0               | -                 | -                 | -          | -          | 23    | 0     |
| 2022-2023             | Shrewsbury Town (prêt)     | League One            | 42          | 0           | 3               | 0               | 2                 | 0                 | 1          | 0          | 48    | 0     |
| 2023-2024             | Valenciennes FC            | Ligue 2               | 12          | -           | -               | -               | -                 | -                 | -          | -          | 12    | 0     |
| Total sur la carrière | Total sur la carrière      | Total sur la carrière | 218         | 2           | 11              | 0               | 10                | 0                 | 8          | 0          | 247   | 2     |